# Григоровка (Покровский район)
Григо́ровка (укр. Григорівка; до 2016 года — Ле́нинское) — село на Украине, находится в Покровском районе Донецкой области. Расположено на реке Солёная.
Код КОАТУУ — 1422785003. Население по переписи 2001 года составляет 115 человек. Почтовый индекс — 85364. Телефонный код — 623.

## История
16 ноября 2024 года, в ходе боёв за Покровск, село было захвачено ВС РФ.